# محمد بن سليمان الجراح
مُحَمَّدُ بْنُ سُلَيْمَانَ بْنِ عَبْدِ اللَّهِ آلِ جَرَّاحٍ الْحَنْبَلِيُّ السَّلَفِيُّ ويُعرف اختصارًا بـ محمد بن سليمان الجراح () أو محمد الجراح (1322 – 13 جمادى الأولى 1417هـ / 1904 – 26 سبتمبر (أيلول) 1996م) عالم مسلم وفقيه حنبلي كويتي.
وُلد محمد الجراح في الكويت سنة 1322هـ/1904م وبدأ بتعلم القرآن في مدرسة أحمد الحرمي الفارسي وأكمل تعلُّمه في مدرسة محمد المهيني، وتعلَّم الكتابة والحساب والمواريث في مدرسة هاشم الحنيان. وفي أوَّل شبابه حفظ عدَّة متون في الفقه واللغة العربية. وأخذ مبادئ الفقه من عبد الله الدحيان، وبعد وفاة عبد الله الدحيان أكمل تعلُّمه عند عبد الوهاب بن عبد الله الفارس وتتلمذ أيضًا على يد عبد الوهاب بن عبد الرحمن الفارس وقرأ عليهما المُتُون المُختصرة في المذهب الحنبلي. وتعلَّم اللغة العربية عند أحمد عطية الأثري وعبد العزيز حمادة ومحمد بن أحمد الحرمي وعبد الرحمن الفارسي وعبد العزيز بن صالح العلجي وعبد الله الكوهجي وقرأ عليهم المتون المختصرة في علم النحو ومن علم العروض في الشعر وشروحاتها وقرأ عليهم نُظُمًا في علم الصرف.
تولى محمد الجراح إمامة مسجد العثمان في حي القبلة ومسجد عباس بن هارون وتولى خطبة مسجد البدر في حي القبلة، ولما أُزيل المسجد تولى الخطبة في مسجد العثمان ولما أُزيل المسجد تولى الخطبة في مسجد الساير القبلي، ثم استقر على إمامة مسجد السهول وعلى الخطابة في مسجد المطير، وكلاهما في ضاحية عبد الله السالم؛ وقد أمضى في تولي الإمامة والخطابة فيهما أكثر من 51 سنة.
ارتحل للحج خمس مرات وفي رحلاته التقى جمعًا من العلماء، وكانت رحلته الأولى في سنة 1365هـ بصحبة والده سليمان، والثانية في سنة 1367هـ نيابةً عن أمه، والثالثة في سنة 1371هـ نيابةً عن جدته من أبيه، بينما الرابعة والخامسة لا يُعرف تاريخهما.
تُوفِي محمد الجراح بالكويت في 13 جمادى الأولى 1417هـ/26 سبتمبر (أيلول) 1996م عن عمرٍ ناهز 96 سنةً، وكان خبر وفاته جسيمًا على محبيه من أهله وتلاميذه ودُفن في نفس اليوم. اشتهر محمد الجراح بعلمه في الفقه والفرائض وتصدرت شهرته خارج الكويت وخاصةً عند طلبة العلم لذلك أثنى عليه العلماء في علمه.

## نشأته

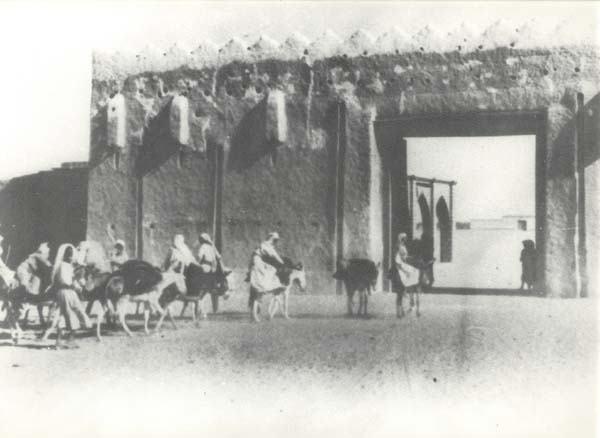
إحدى البوابات الخارجية لسور الكويت في سنة 1937م، المدينة التي وُلِدَ فيها محمد بن سليمان الجراح.

### نسبه
هو «محمد بن سليمان بن عبد الله آل جراح» هكذا أجاب بنفسه عن سؤال الباحث وليد عبد الله المنيس حول نسبه، وأسرته آل جراح من آل فضل وهم بطن من قبيلة بني لام، وبنو لام من طيء القحطانية.

### مولده
وُلد محمد الجراح سنة 1322هـ/1904م في الكويت في عهد الشيخ مبارك الكبير بعد هجرة جده عبد الله من بلدة حَرْمَة إلى الكويت منذ ثلاثين أو أربعين سنة، وهاجر بسبب كثرة النزاعات في المنطقة ودخول موسم الجفاف، وشهدت الكويت في تلك الفترة ازدهارًا من النواحي السياسية والاقتصادية والعلمية وقد مرَّ بها جَمْع كبير من علماء الجزيرة وخارجها فعاش محمد الجراح في هذه الفترة بين طلب الرزق والعلم.

## طلبه للعلم

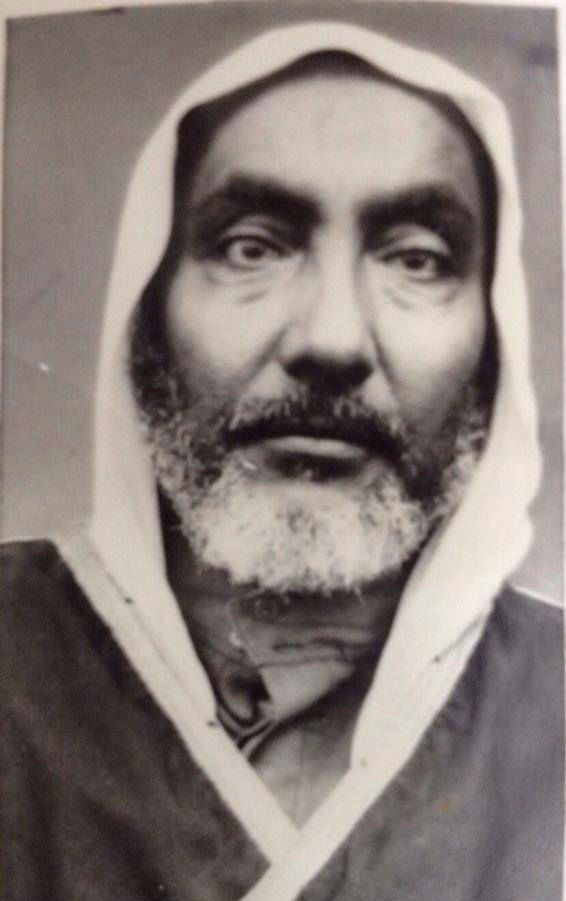
صورة شخصية لعبد الرحمن الدوسري

بدأ محمد الجراح تعلُّمَ القرآن في مدرسة أحمد الحرمي الفارسي حتى وصل إلى قوله تعالى: ﴿وَلِرَبِّكَ فَاصْبِرْ ۝٧﴾ من سورة المدَّثِّر ثُمَّ أكمل تعلُّمه في مدرسة محمد المهيني، وتعلَّم الكتابة والحساب وقسمة المواريث في مدرسة هاشم الحنيان، وفي أوَّل شبابه من طلب العلم حفظ متن الرحبية ومنظومة الآداب للمرداوي وحفظ الدرة المضية للسفاريني خلال ثلاثة أيام وحفظ متن دليل الطالب للكرمي، وكان بعد صلاة الفجر يذهب إلى ساحل البحر مُبتعدًا عن الناس ليحفظ دروسه، وارتحل للحج خمس مرات وفي رحلاته التقى جمعًا من العلماء.
وأخذ مبادئ الفقه من عبد الله الدحيان فقد كان يحضر مجالسه مع أخيه إبراهيم ويقرأ عليهم تفسير ابن كثير وفتح الباري بعد طلوع الشمس ويقرأ كتبًا منوَّعة بعد صلاة المغرب، بعد وفاة عبد الله الدحيان أكمل تعلُّمه عند عبد الوهاب بن عبد الله الفارس فقرأ عليه متن دليل الطالب حتى أكمله، ثم قرأ عليه نيل المآرب بشرح دليل الطالب حتى أكمله، ثم قرأ عليه الروض المُرْبِع بشرح زاد المستقنع حتى أكمله، ثم قرأ عليه شرح منتهى الإرادات للبهوتي، وقرأ على عبد الوهاب بن عبد الرحمن الفارس الروض المُرْبِع وكشف المخدرات لشرح أخصر المختصرات.
أيضًا تعلَّم اللغة العربية عند أحمد عطية الأثري وقرأ عليه قطر الندى وشذور الذهب وشرح ابن عقيل على ألفية ابن مالك ولكنه لم يُكمل الألفية عنده وأتممها عند أحمد الحرمي، وقرأ على أحمد عطية شرح الدرة المضية لمحمد بن عبد العزيز بن مانع وشاركه في هذه القراءة أخوه داود، وقرأ على عبد العزيز حمادة شرح الآجرُّومية، وقرأ على محمد بن أحمد الحرمي شروح الآجرُّومية وشرح الأزهرية والقطر وشذور الذهب وشرح ابن عقيل على ألفية ابن مالك وشرح خالد الأزهري على قواعد الإعراب وشاركه في هذه القراءة أخوه إبراهيم الجراح، وقرأ على عبد الرحمن الفارسي متممة الآجرومية للحطاب وشاركه في هذه القراءة عبد الله النوري وعبد اللطيف سعيد العدساني وعبد الله عبد اللطيف العثمان وكانوا يقرأون عند عبد الرحمن الفارسي فن العروض والقوافي من صلاة المغرب إلى العشاء، وقرأ على عبد العزيز بن صالح العلجي نُظُمًا في الصرف وشرح الدرة المضية لمحمد بن مانع، وقرأ على عبد الله الكوهجي نُظُمًا في الصرف.
وكانت له مُدارسةٌ مع صاحبه عبد الرحمن الدوسري فكانا يتدارسان في بيت الدوسري خلال الصباح وفي مسجد عباس بن هارون في حي القبلة خلال المساء، وقرأ معه شرح الكوكب المنير في أصول الفقه ونسخة من الروض الفائض شرح ألفية الفرائض من مكتبة عبد الله الدحيان ونونية ابن القيم، ويضيف الباحث سليمان بن ناصر الطيار إلى جانب هذه الكتب كتبًا أخرى من كتب اللغة العربية وصحيح البخاري.
تنوعت طُرق محمد الجراح في طلبه للعلم ولم يكتف بالتعلم عند شيوخ الكويت والمذاكرة والمدارسة مع الأصحاب، وشرع في مكاتبة ومراسلة العلماء وانتهج أسلوب رسائل عبد الله الدحيان، وكانت رسائله مُوجَّهة للعلماء الذين التقى بهم في رحلاته للحج ومنهم الشيخان عبد الرحمن بن ناصر السعدي وعبد الله بن حميد وكان يُكثر من مراسلتهما.

## أعماله

### الإمامة والخطابة

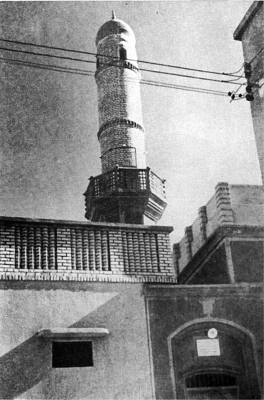
مئذن مسجد العثمان، تولى محمد الجراح إمامة المسجد بعد وفاة يوسف بن حمود.

في سنة 1365هـ، تولى محمد الجراح إمامة مسجد العثمان في حي القبلة بعد وفاة يوسف بن حمود باستخلاف منه، وقد كتب له رسالة يحثه فيها على لزوم إمامة المسجد من بعده. ولم تستقر إمامة محمد الجراح على مسجد العثمان فقط، فإنَّه كان إمامًا في مسجد عباس بن هارون وكان خطيبًا في مسجد البدر في حي القبلة نيابةً عن أحمد الخميس، ثم أصبح خطيبًا دائمًا فيه، ولما أُزيل المسجد عاد محمد الجراح إلى مسجد العثمان وأصبح خطيبًا فيه، ولما أُزيل المسجد أصبح خطيبًا في مسجد الساير القبلي، ثم استقر على إمامة مسجد السهول وعلى الخطابة في مسجد المطير وكلاهما في ضاحية عبد الله السالم. وقد أمضى محمد الجراح في تولي الإمامة والخطابة أكثر من 51 سنة.
كان محمد الجراح يؤم بالناس وسطًا، فصلاته ليست بالطويلة ولا القصيرة، وكان كثيرًا ما يقرأ من قصار المفصَّل ويُكثر من قراءة آخر البقرة وسورة الإنسان وآخر الكهف. كثيرًا ما يستشهد بقراءة عبد الله الدحيان ويُنكر على تكلُّف المدود والتغني الخارج عن المألوف.
وفي الخطابة، كان يخطب من خطب عبد الله الدحيان وكانت خطبه قصيرة ويُبكِّر في الصلاة؛ عملًا بالحديث الذي أخرجه مسلم: «إنَّ طول صلاة الرجُل، وقِصَرَ خُطْبَته، مَئِنَّةٌ من فقهه. فأطيلوا الصلاة واقصُرُوا الخطبة. وإنَّ من البيان سحرا»، وكانت خطبه تمتاز بالبلاغة وحُسن الاستشهاد، وحرص على التزيُّن في يوم الجمعة بثياب حسنة المظهر أثناء الخطبة، وبسبب قصر مدة خطبه وحُسْن مقاصدها كان الناس يحرصون على حضورها، وكانت خطبه متنوعة في مواضيعها حيث لم تقتصر على مجال واحد من مجالات العلوم الشرعية وأحيانًا تتطرق خطبه إلى مشاكل دول العالم الإسلامي؛ واستطاع الباحث وليد عبد الله المنيس جمع حوالي أربعة عشر خطبة وعشر خطب نعت لمحمد الجراح وأصدرها في مُؤلَّفه "خطب منبرية للشيخ محمد بن سليمان الجراح".

### التجارة
كان محمد الجراح تاجرًا قبل طلبه للعلم وكان يتاجر من خلال دكاكين والده التي فتحها والده له ولإخوانه للبيع والشراء؛ لم يعمل محمد الجراح إلَّا في الإمامة والخطابة والتجارة وقد عرض عليه رئيس المحاكم الشيخ عبد الله الجابر الصباح تولي القضاء ولكنه لم يرغب بها واستشار عبد الوهاب الفارس في المنصب فقال له: «من تولى القضاء ذُبح بغير سكين» فامتنع محمد الجراح عنها.

## نشاطاته العلمية

### التدريس

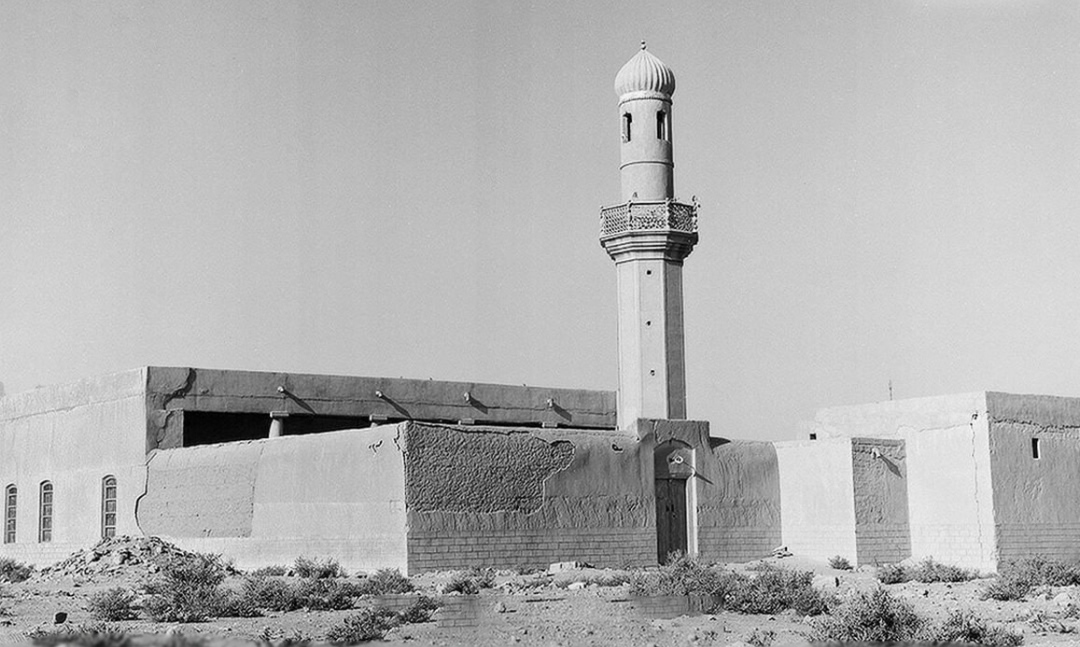
مسجد السهول بضاحية عبد الله السالم سنة 1966م، كان محمد الجراح يشرح دليل الطالب للطلاب في هذا المسجد.

اهتم محمد الجراح بمدارسة العلم، فكان يُدرِّس متون الفقه والتوحيد والفرائض والنحو، وكان مجلسه العلمي يقع في زاوية المسجد الخلفي وكان مُعتدلًا في جلسته ويمسك الكتاب بيده اليسرى ويقلب الصفحات بيده اليمنى ويفتتح دروسه بقول: «بسم الله والصلاة والسلام على رسول الله، قال المؤلف  تعالى…» وينتهي بالصلاة على النبي وقول: «والله أعلم»، ويقرأ بترسُّل وبرويَّة فيقرأ بابًا بابًا وفصلًا وفصلًا وأحيانًا يقرأ من حواشي الكتاب لتقريب الفهم وتيسير الاستيعاب، ويقف في مواضع مُحدَّدة ليسمع أسئلة الطلبة عن الباب وكان يتحرَّى الدقَّة والاختصار في أجوبته وعادةً ما يُجيب باللغة العربية الفصحى وأحيانًا يستعين باللهجة المحلية، وكان حريصًا على العناية بالكتب فكان يُعلِّم الطلبة كيف تُكتب التعليقات إن وُجدت وأين يكتبونها ويُحذِّرهم من كتابة ما لا حاجة له حتى لا تشوِّه الكتاب، ويُذكِّرهم بتحسين الخط واختيار الأقلام المُناسبة والألوان المُناسبة ويحذرهم من استعمال الأقلام التي يتلاشى خطها مثل أقلام الرصاص ودعا لاستعمال ألوان الحبر بعناية بحيث أن اللون الأحمر يُستعمل لتصويبات المتن واللون الأسود للشرح والتعديل والتعليق.
كان حريصًا على تعليم الطالب المبتدئ المنهج المُتَّبع في طلب العلم، وكان منهجه العلمي متدرَّج مع تلاميذه فيبدأ أولًا بتعليمهم النحو بعد العصر ويختار الرسائل الصغيرة المختصرة منها مثل الآجرُّومية وشروحها حتى يتأكد أن الطالب تقوَّم لسانه بالتي يرضاها الفقهاء، ويُلْحق ذلك بقراءة كتب التوحيد والعقيدة ليُثبِّت الطالب ويوقنه في مسائل الإيمان والاعتقاد فيقرأ عليهم كتاب التوحيد لابن عبد الوهاب وشرح السعدي له ويقرأ عليهم الواسطية لابن تيمية وشرح الطحاوية لابن أبي العز، وأخيرًا يبدأ بتعليمهم الفقه على مذهب أحمد بن حنبل بعد صلاة المغرب من خلال قراءة كتاب دليل الطالب لمرعي الكرمي ثم يقرأ عليهم شروحات الدليل ومنها منار السبيل في شرح الدليل لابن ضويان ونيل المآرب بشرح دليل الطالب لعبد القادر التغلبي، وبعد ذلك يُدرِّس كتاب الروض المُرْبِع للبهوتي أو كتاب هداية الراغب لشرح عمدة المطالب لابن قائد أو حاشية الروض المربع لابن قاسم، وكان محمد الجراح يُحدِّد أيامًا مُعيِّنة لطلبته، يُخصِّص فيها لكل يوم كتاب بحيث يُعلِّم الطالب ترتيب مسائل العلم، وبحسب إحدى أوراقه فإن جدوله الأسبوعي على النحو التالي: ليلة الأحد والجمعة لكتاب العمدة في صناعة الشعر ونقده، وليلتي السبت والاثنين لكتاب نيل المآرب، وليلة الثلاثاء لألفية ابن مالك، وليلة الأربعاء لعلم العقيدة، وليلة الخميس لمتن كتاب دليل الطالب، وكان محمد الجراح مُتقنًا لعلم الفرائض إلى جانب قراءته لأبواب الفرائض في كتب الفقه التي درَّسها فقد كان يقرأ أيضًا كتاب الرحبية لابن المتقنة في علم الفرائض وكان يُعيد قراءته أكثر من مرة لترسيخه في أذهان الطلبة واشتُهر محمد الجراح بإتقانه لعلم الفرائض في الكويت وشبه الجزيرة العربية وكثيرًا ما يأتي الناس إلى مجلسه ليسألوا في الفرائض.

### التحقيق
كان محمد الجراح مُحبًّا لتصحيح الكتب وضبط النسخ إلى جانب التدريس، وكان أحيانًا يجلس في الجلسة الواحدة مرارًا لتقصي كلمة أو تصويب عبارة أو تقريب فهم، وقد صحَّح طبعة دليل الطالب الصادرة من المكتب الإسلامي سنة 1400هـ وكذلك الطبعة التي تلتها في الكويت سنة 1406هـ، كما صحَّح طبعة منار السبيل من نفس الدار سنة 1402هـ وصحَّح طبعة نيل المآرب بتحقيق محمد عمر الأشقر سنة 1403هـ وأرسل له ما استدركه من الأخطاء وصحَّح لكتاب كشف المخدرات في شرح أخصر المختصرات وساهم في تحقيقه مع محمد سليمان المرشد وعبد الوهاب بن عبد الرحمن الفارس، ولم تقتصر إسهاماته في تحقيق وتصويب كتب الفقه الإسلامي وقد صوَّب بعض كتب العقيدة والتفسير مثل كتاب تفسير أبي بكر الجزائري؛ ويروي محمد بن ناصر العجمي أنه إذا أخبر شيخه محمد الجراح بخروج كتاب من كتب الحنابلة سواء كان مختصرًا أو مطوَّلًا يفرح لهذا الأمر ويعدُّها أعظم بشارة يخبر بها.

## مؤلفاته

### كفاية الناسك لأداء المناسك

غلاف الطبعة الأولى من كتاب كفاية الناسك لأداء المناسك لمحمد الجراح صادر عن دار البشائر الإسلامية في لبنان سنة 1422هـ/2001م.

على عادة الحنابلة في التقليل من التأليف فإن محمد الجراح كان كارهًا في التصدُّر للتأليف أو الإكثار منه، ولم يكن معه سوى بعض الرسائل الصغيرة العلمية والفتاوى التي يرسلها لأفراد مُعيَّنين، ولم يُؤلِّف محمد الجراح سوى ثلاثة مناسك للحج، ألَّف أوَّل منسك في سنة 1365هـ لأخيه داود لمَّا أراد الحج ليعينه على أداء المناسك وكتبه بطريقة إرشادية ويقع في 15 صفحة مُخطَّط بالفارسي، ألَّف ثاني منسك باسم: «سلاح الناسك في أدعية المناسك» وكتبه في شهر رمضان 1367هـ ويقع في 53 صفحة وخطه يقرب بين الفارسي والرقعة ويتضمن محتوى المنسك بأدعية الحج والمناسك، وعرضه على إمام الحرم المكي آنذاك محمد عبد الرزاق حمزة وعلَّق عليه في حواشي وهوامش المنسك بخطه بما يعرفه من السنة النبوية.

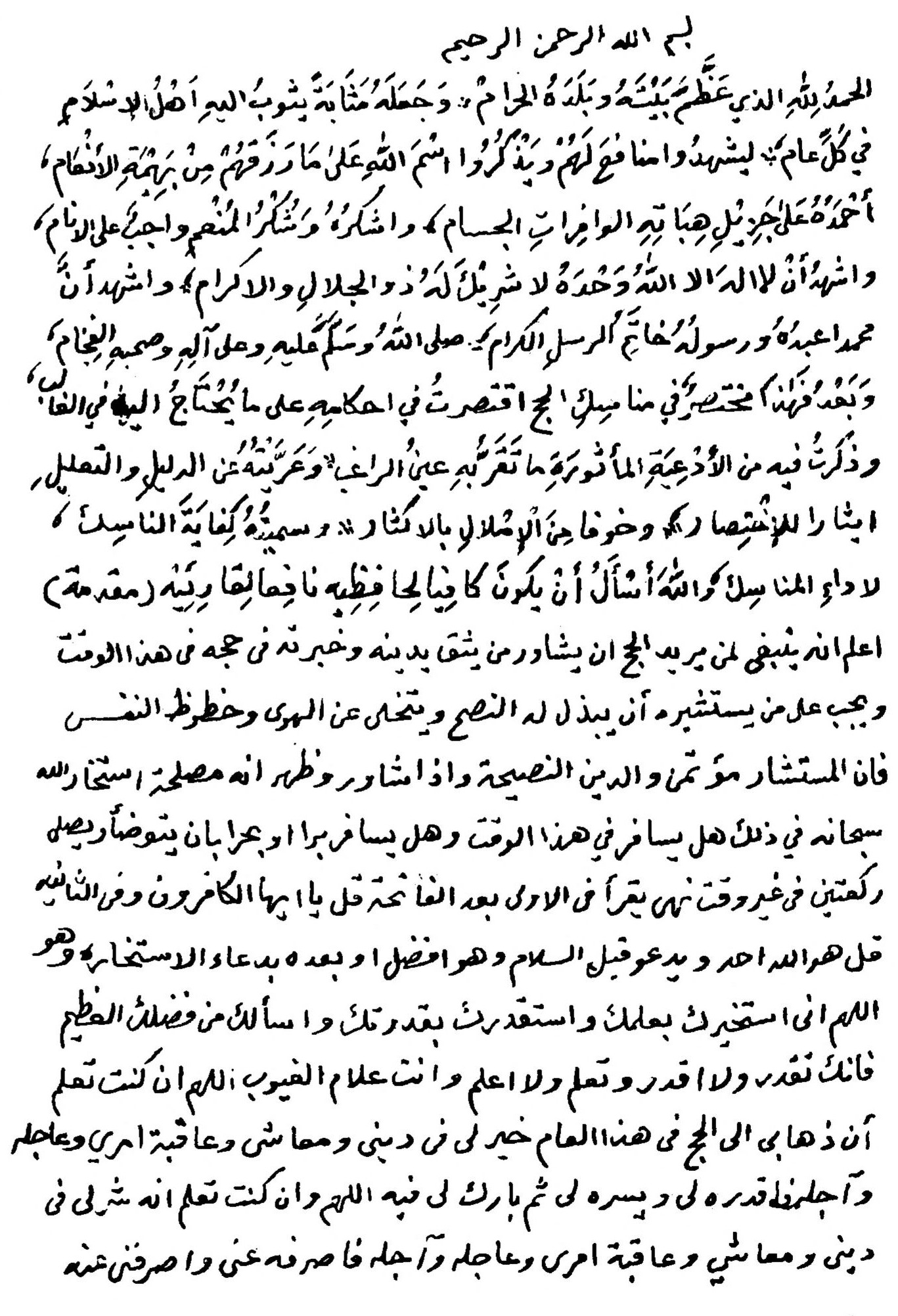
الصفحة الأولى من مخطوطة كفاية الناسك لأداء المناسك بخط المؤلف محمد الجراح

ألَّف آخر منسك باسم: «كفاية الناسك لأداء المناسك» وكتبه لنفسه وانتهى منه في يوم الجمعة تاريخ 18 محرم 1371هـ ويعتبر المنسك الأخير صورة مُعدَّلة عن المنسك السابق وفيه أعاد ضبط ونسخ المنسك من ملاحظات العلماء التي دوَّنوها في الهوامش والحواشي واختصر بعض الفصول، وكان يكثُر محمد الجراح من قول: «إن هذا المنسك يحتاج إلى إعادة نظر»، وفي فترة من الفترات شرع محمد الجراح بتنقيح المنسك وعمد إلى قراءة أبواب وفصول الحج في كتب الفقه وقرأ المناسك المُفصَّلة والمختصرة، ووضع لذلك كراسة خطط صفحاتها بطريقة تسهل عليه تقصي المسائل ومواضع الخلاف، ولكنه توقف عن ذلك بسبب الغزو العراقي للكويت وبعد تحرير الكويت لم يعد الشيخ محمد الجراح للنظر إلى المنسك، ويقع المنسك في حوالي 22 صفحةً وخطه يقرب من الفارسي والرقعة أحيانًا وخطبته مشكولة وفصوله محددة وسطَّرها حوالي 21 سطرًا وكان يدوِّن العناوين وبعض العبارات المهمة باللون الأحمر وكان يضع علاماتٍ على بعض الكلمات إشارةً إلى أن تُلغى من المنسك، عرض محمد الجراح منسكه على أحد علماء المدينة المنورة أثناء زيارته لها في رحلة الحج الثالثة وهو محمد بن أبي مدين الديماني الشنقيطي وأثنى على المنسك بأبيات كتبها في خاتمة المنسك قائلًا:
استلم الباحث وليد عبد الله المنيس من محمد الجراح المنسك الأخير في 14 ربيع الآخر 1417هـ/29 أغسطس (آب) 1996م، وحقَّقه ثُمَّ أصدرته دار البشائر الإسلامية في لبنان سنة 1422هـ/2001م؛ وشرحه الدكتور مطلق الجاسر في إحدى مجالسه تاريخ 4 ذي الحجة 1437هـ/5 سبتمبر (أيلول) 2016م، وإضافةً إلى المناسك التي ألَّفها محمد الجراح فإنَّ تلاميذه كانوا يدونون أقواله وآراءه ويتناقلونها.

## شيوخه
تتلمذ محمد الجراح على عددٍ من علماء الكويت من مختلف مجالات العلوم الشرعية من الفقه الإسلامي واللغة العربية وقد وصف شيوخه لدى تلميذه وليد عبد الله المنيس، ومن شيوخه:
- أحمد الحرمي الفارسي
- محمد المهيني
- هاشم الحنيان
- عبد الله بن خلف الدحيان
- عبد الوهاب بن عبد الله الفارس
- عبد الوهاب بن عبد الرحمن الفارس
- أحمد عطية الأثري
- عبد العزيز حمادة
- محمد بن أحمد الحرمي
- عبد الرحمن الفارسي
- عبد العزيز بن صالح العلجي
- عبد الله الكوهجي

## تلاميذه

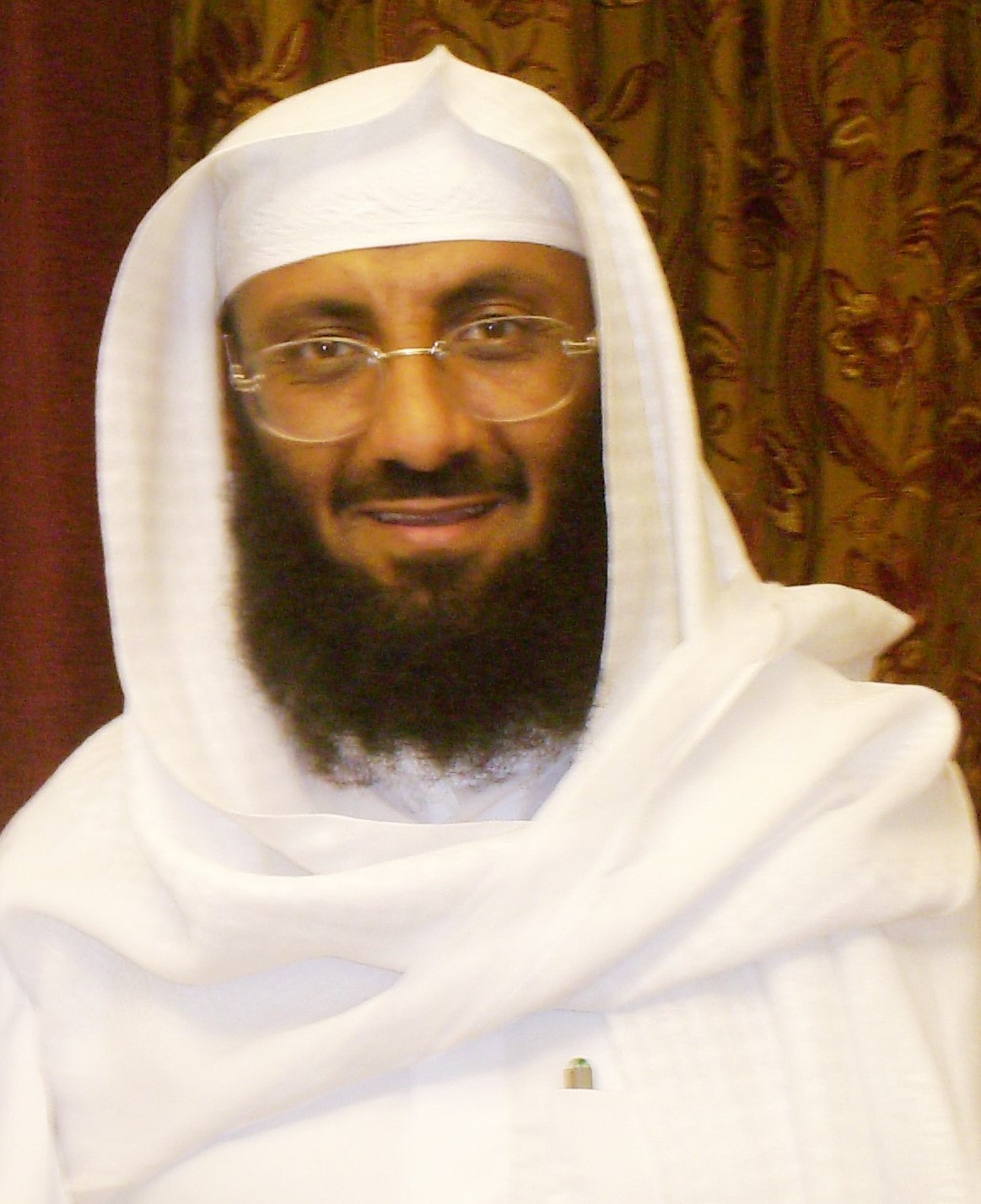
صورة شخصية لمحمد بن ناصر العجمي، أحد تلاميذ محمد بن سليمان الجراح

تتلمذ على محمد الجراح ناسٌ كثرٌ من أهل الكويت والجهراء والفحيحيل خصوصًا ومن الدولة عمومًا، ومنهم من قرأ عليه قديمًا ومنهم من قرأ عليه في السنوات العشر الأخيرة من حياته في الفقه والنحو، ومن تلامذته:
- عبد الرحمن الدوسري
- محمد العجيري
- صالح بن محمد العجيري
- علي الجسار
- علي الخنيني
- أحمد غنام الرشيد
- مساعد الخرافي
- يعقوب يوسف الغنيم
- محمد سليمان المرشد
- أحمد الحصين
- أنور شعيب
- بدر الماص
- عبد الله سنان
- جراح داود الجراح
- محمد بن ناصر العجمي
- جاسم الفهيد
- فيصل يوسف العلي
- عبد الله الشايجي
- خالد الخليفي
- جاسم الفيلكاوي
- ياسر المزروعي
- وليد عبد الله المنيس
- محمد الفارس
- وسام العثمان
- عدنان النهام
- صالح النهام
- صلاح الجار الله
- فرج المرجى
- رائد الرومي
- محمد الذايدي
- علي خالد المسباح
- خالد العتيبي
- عادل الكندري
- عبد السلام الفيلكاوي
- حاكم المطيري

## مذهبه

### العقائدي
وصف الباحث وليد عبد الله المنيس شيخه محمد الجراح بأنه من أعلام السلفية ووصفه بـ: «السلفي»، ويدعم قوله بتدريسه لكتب العقيدة من أعلام أثرية من مؤلَّفات ابن تيمية وابن القيم وابن أبي العز، وقد قال محمد الجراح في مؤلفات ابن تيمية وابن القيم: «من لم يقرأ في هذا الزمان شيئًا من مؤلفات الشيخين مهما بلغ من العلم لا يخلو من بدع إلَّا من شاء الله»، وكان يستحسن باختيارهما، وفي أحد رسائله لعبد الله بن حميد المُؤرَّخة في تاريخ 12 رجب 1395هـ شكره على إهداءه له كتاب بيان تلبيس الجهمية لابن تيمية وعبَّر عن سروره في نصِّ الرسالة قائلًا: «ولا تسأل عن سروري بها لأني مشغوف بحب قراءة مؤلفات هذا الإمام الجليل، وكذلك مؤلفات تلميذه الإمام المحقق ابن القيم»، وانتقد الأشاعرة في مسألة تأويل صفات الله وقد ردَّ عليهم في مسألة رؤية الله حيث أن الأشاعرة تؤول الرؤية بأنها انتظار في قوله تعالى: ﴿وُجُوهٌ يَوْمَئِذٍ نَاضِرَةٌ ۝٢٢ إِلَى رَبِّهَا نَاظِرَةٌ ۝٢٣﴾ وقال محمد الجراح: «لو كانت منتظرة كما يقولون لم يكن لهم مزية كمؤمنين»، وردَّ على تأويلهم لنزول الله بأنه نزول الرحمة قائلًا: «رحمته تنزل كل ليلة وكل دقيقة فما بالهم خصوها هنا»، وردَّ على تأويلهم ليد الله بأنها القدرة في قوله تعالى: ﴿يَدُ اللَّهِ فَوْقَ أَيْدِيهِمْ﴾ قائلًا: «فإنك إذا قلت لزيد يد أو إذا قلت لزيد يد فوق يد عمرو فلا يمكن أن يتصور أن تصف لزيد يدًا بدون أن يكون له يدًا فعلًا، ولهذا فهذه الآية إثبات لليد»، وجاء في أحد فتاوى محمد الجراح إجابةٌ حول محنة خلق القرآن وأسماء الله فقال: «ولا تقول السلف كلام الله مخلوق في القرآن، بل القرآن كلام الله غير مخلوق منه بدأ وإليه يعود، والله يتكلم ولا يزال يتكلم متى شاء، ولا تقول السلف من أسماء الله (القديم) لأن القديم لم يستعمله السلف ولم يثبت في كتاب الله ولا سنة رسوله، ويَرِدُ عليه الأقدم منه كما في قوله تعالى: ﴿حَتَّى عَادَ كَالْعُرْجُونِ الْقَدِيمِ﴾، والصواب أن نقول في الله تعالى: "الأول" بدلًا من القديم، كما في دعاء النبي ﷺ في تَهجُّدِهِ: "أنت الأول فليس قبلك شيء"».
انتقد محمد الجراح علم الكلام وجزءًا من علم المنطق في فتاويه، وفي أحد الفتاوى قال: «علم الكلام ليس من العقيدة، خارج عن الكتاب والسنة وهل دخلت الضلالات والفتن والبدع إلَّا من علم الكلام؟ وهل محنة الإمام أحمد إلَّا من علم الكلام؟»، وقال في علم المنطق: «من تمنطق فقد تزندق، لكن يضطر الإنسان أن يقرأ شيئًا من علم المنطق؛ لأن علم الأصول فيه قواعد من المنطق ما يقدر على حلها إلَّا الذي عنده إلمام في علم المنطق، فيؤخذ مثل ما يؤخذ من الملح للرز».

### الفقهي

تخطيط اسم أحمد بن حنبل كما هو منقوش في المسجد النبوي.

كان محمد الجراح متمذهبًا على فقه الإمام أحمد بن حنبل، ووصفه تلامذته مثل وليد عبد الله المنيس ومحمد بن ناصر العجمي بالحنبلي نسبةً لمذهب أحمد بن حنبل، وعدَّه الشيخ بكر أبو زيد في كتابه "علماء الحنابلة من الإمام أحمد إلى وفيات القرن الخامس عشر الهجري" من حنابلة القرن الخامس عشر الهجري، وقد قرأ محمد الجراح الفقه على فقهاء الحنابلة في الكويت مثل عبد الله بن خلف الدحيان وعبد الوهاب بن عبد الله الفارس وغيرهما، كما أن سلسلة سند محمد الجراح في الفقه تصل إلى أحمد بن حنبل، فإنَّ محمد الجراح أخذ الفقه عن عبد الله الدحيان وأخذ عبد الله الدحيان عن إبراهيم بن صالح بن عيسى وأخذ إبراهيم بن صالح بن عيسى عن أحمد بن إبراهيم بن عيسى وأخذ أحمد بن إبراهيم بن عيسى عن الشيخان عبد الرحمن بن حسن آل الشيخ وعبد الله أبا بطين وأخذ عبد الرحمن بن حسن عن جده محمد بن عبد الوهاب وأما عبد الله أبا بطين أخذ عن جماعة من العلماء مثل عبد العزيز بن عبد الله الحصين وهو أيضًا أخذ عن محمد بن عبد الوهاب وأخذ ابن عبد الوهاب عن جماعة من العلماء منهم عبد الله بن سيف النجدي وأخذ عبد الله النجدي عن فوزان بن نصر الله وفوزان بن نصر الله أخذ عن عبد القادر التغلبي والتغلبي أخذ عن بدر الدين البلباني وأخذ ابن بلبان عن الوفائي وأخذ الوفائي عن موسى الحجاوي والحجاوي أخذ عن أحمد الشويكي والشويكي أخذ عن أحمد بن عبد الله العُسْكُري والعسكري أخذ عن علاء الدين المرداوي والمرداوي أخذ عن ابن قندس وابن قندس أخذ عن ابن اللحام وابن اللحام أخذ عن ابن رجب وابن رجب أخذ عن ابن قيم الجوزية وابن القيم أخذ عن تقيِّ الدين ابن تيمية وأخذ تقي الدين ابن تيمية عن عبد الرحمن بن أبي عمر وأخذ ابن أبي عمر عن موفَّق الدين ابن قدامة وأخذ ابن قدامة عن عبد القادر الجيلاني وأخذ الجيلاني عن جملة من العلماء ومن أهمهم أبو الوفاء بن عقيل وأبو الخطاب الكلوذاني وكلاهما أخذا عن القاضي أبي يعلى وأخذ القاضي أبو يعلى عن الحسن بن أحمد الوراق والوراق أخذ عن غلام الخلال والغلام أخذ عن أبي بكر الخلال والخلال أخذ عن أبي بكر المروزي والمروزي أخذ عن الإمام المُبجَّل أحمد بن حنبل.
على الرغم من تمذهب محمد الجراح إلا أنه لم يكن يلزم أحدًا على المذهب الحنبلي، وقد سُئل محمد الجراح عن تقليد مذهبٍ بعينه وتحريم غيره فأجاب قائلًا: «لا يجوز التفضيل بين المذاهب والأئمة لأنهم كلهم مجتهدون وكلهم سواسية كأسنان المشط…لا يجوز تقليد مذهب بعينه وتحريم غيره من المذاهب المُعتَبرة عند أهل السنة والجماعة».

## حياته الشخصية

### أخلاقه

#### الأمر بالمعروف والنهي عن المنكر

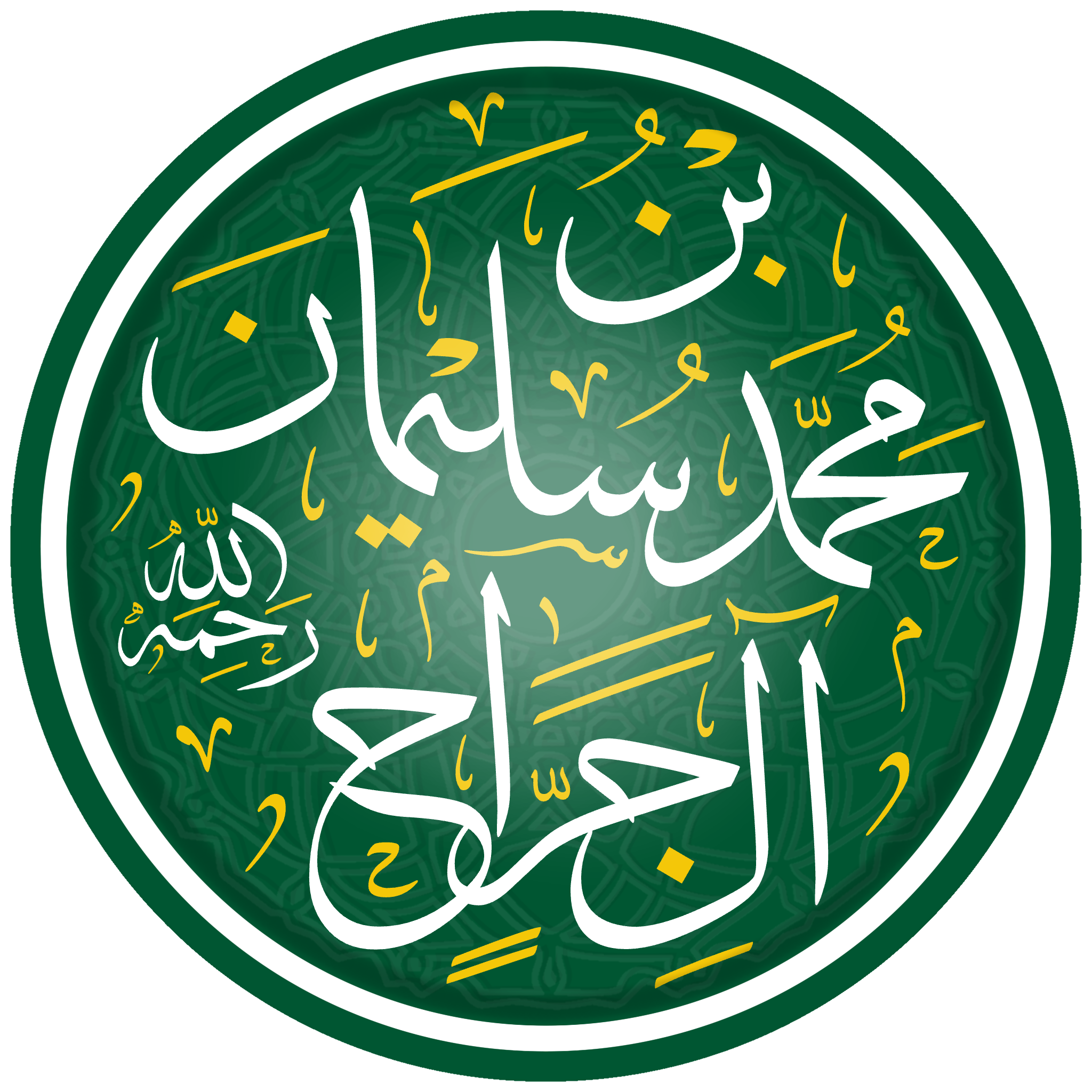
تخطيط اسم محمد بن سليمان آل جراح بخط الثُّلُث.

كان محمد الجراح حريصًا على الأمر بالمعروف والنهي عن المنكر ويقوم بأدائها بكل ما أوتي من قدرة وبما يسمح ويناسب له الحال سواء بالفعل أو بالقول أو بالكتابة، ومن ذلك أنه كان يأمر بالمعروف وينهى عن المنكر في خطبة الجمعة والعيدين وأحيانًا في حياته اليومية عند زيارة المجالس كان ينكر وجود الصور والتماثيل أو رأى أحدًا يشرب السيجارة، وفي المسجد كان يُذكِّر وينكر على بعض المصلين ممن رأى فيه خللًا في صلاتهم فينتظرهم حتى يفرغوا من صلاتهم ثُمَّ يُبادر ببيان أخطائهم ويأمرهم بإعادة الصلاة أو إكمال النقص واتباعها بسجود السهو، وكان ينكر على بعض المصلين في ملابسهم من نحو إسبال الثوب ويُذكِّر الآباء في حال رؤيته لأطفالهم بلباسٍ غير معتادة أو تحمل صورًا عليها، وكان يُنكر أيضًا على طلبته في حال رأى منهم ما يخالف السلوك الشرعي فيبادر بتذكيرهم بأحسن الطرق الشرعية وأحيانًا يشدُّ على بعضهم بحسب ما تستدعيه الحاجة والحالة.

#### الالتزام بالسنة النبوية
حرص محمد الجراح على تطبيق السنة النبوية والأخذ بها في أقوالها وأفعالها والالتزام بها، فكان يُطلق لحيته ويحفُّ شاربه كل أسبوع لصلاة الجمعة وكان ثوبه فوق الكعبين ويحثُّ على لبس البياض، ولا يسرف في استعمال الماء وأثناء وضوئه كان يضع إبريقًا تحت يديه حتى لا يجعل الماء المتساقط يذهب هباءً ويجمعه ليسقي به نخلا وأحيانًا يتخفى عن الناس في وضوئه حتى لا يظنوه مبتدعًا وذلك لما اعتادوه من الإسراف في المياه، ويُطيل في الجلوس بين السجدتين والقيام من الركوع وكان يتحلَّى بالأخلاق الإسلامية بالتزام السنة والاقتداء بأخلاق السَّلَف.

### معيشته
كان محمد الجراح يعيش مع أخيه إبراهيم وأخته وكان أعزبًا وليس له خادمًا حيث يتولى شؤونه بنفسه، وكان يأكل وجبتين في اليوم وعادةً ما يأكل الأسودان وكثيرًا ما يتكلم في التقلل من الأطعمة والأشربة والزينة، ويُعدُّ محمد الجراح من الأغنياء لكنه كان يميل إلى الزهد فلا يحب التبذير والتباهي والبذخ.

## وفاته

صورة شخصية لإبراهيم بن سليمان الجراح، أخو محمد الجراح، من الذين رثوا محمد الجراح بعد وفاته.

ظهرت علامات الإرهاق والمرض على محمد الجراح في مشارف سنة 1416هـ، وقد بلغ عمره حينها 95 سنة ومع ذلك استمر في أعماله اليومية من إمامة وخطابة وتدريس وإفتاء، تتابع عليه المرض حتى لم يقدر على أداء الخطبة والصلاة بالناس يوم الجمعة، وفي 10 محرم 1417هـ كتب خطابًا رسميًا لوزارة الأوقاف والشؤون الإسلامية يستعفي فيه عن الإمامة والخطابة، ثم لم يعد قادرًا على الصلاة قائمًا فعمد إلى الجلوس في صلاته وكان ذلك في صلاة النفل والوتر ثم تعدَّى ذلك إلى صلاة الفرض، وفي مساء الثلاثاء 30 صفر 1417هـ بدأ محمد الجراح يستعمل العصا للمشي من مكانه إلى صفوف الصلاة وفي 6 ربيع الأول 1417هـ شعر بدوار شديد فسقط على الأرض ونُقل إلى غرفة المسجد وزاره الطبيب بعد العصر وأصرَّ عليه بالمغادرة إلى المستشفى، وفي صباح الثلاثاء 7 ربيع الأول 1417هـ غادر محمد الجراح إلى المستشفى ومكث فيه حوالي 28 يومًا وكان تلامذته يزورونه كل يوم بعد العصر، وفي 4 ربيع الآخر 1417هـ غادر محمد الجراح المستشفى إلى بيته وجلس فيه لا يستقبل أحدًا إلَّا للضرورة واقتصرت الزيارات إليه على أهله، وفي 9 جمادى الأولى 1417هـ اشتدت حالته سوءًا وساءت صحته فأُعيد للمستشفى مرة أخرى وفي الساعة الرابعة فجرًا يوم الخميس 13 جمادى الأولى 1417هـ/26 سبتمبر (أيلول) 1996م تُوفِي محمد الجراح بالكويت عن عمر 96 سنة، وكان خبر وفاته جسيمًا على محبيه من أهله وتلاميذه وعلى أهل الكويت ودُفن محمد الجراح في نفس اليوم وقامت وزارة الأوقاف بإنزال خبر وفاته في الصحف وكذلك الجمعيات الإسلامية والهيئات الخيرية.

### المراثي
لمَّا توفي الشيخ محمد الجراح جادت قريحة الأدباء والشعراء من أقاربه ومحبيه وتلاميذه بمراث تصف حب الشيخ ومكانته في نفوسهم وتتحسر على أيامه المُثمرة، وممن رثاه أخوه إبراهيم الجراح وابن أخته عبد اللطيف الديين ومن تلامذته أحمد الغنام وجاسم الفهيد وحاكم المطيري، وكانت أشهرها مرثية إبراهيم الجراح ونصُّها:

## أقوال العُلماء فيه
اشتهر محمد الجراح بعلمه في الفقه والفرائض وتصدرت شهرته خارج الكويت وخاصةً عند طلبة العلم ولذلك أثنى عليه عددٌ من العلماء من هذا الباب ومن الذين أثنوا عليه:
- عبد الرحمن بن ناصر السعدي (ت 1376هـ): كان الشيخ عبد الرحمٰن السعدي يثني على محمد الجراح كثيرًا في رسائله له واصفًا له بألفاظ المدح، وفي أحد رسائله وصفه كاتبًا: «حضرة الأخ الفاضل ذي الأخلاق الجميلة والسيرة الحميدة المكرم محمد الجراح المحترم».[77]
- عبد الله بن حميد (ت 1402هـ): وكان الشيخ عبد الله بن حميد يفعل بمثل ما فعل عبد الرحمٰن السعدي وفي أحد رسائله له وصفه كاتبًا: «الأخ المكرم الأحشم محمد بن سليمان الجراح».[78]
- عبد العزيز بن باز (ت 1420هـ): سأل رجلٌ سماحة الشيخ ابن باز في مسائل الفرائض فقال له ابن باز: «عندكم ابن جراح وتسألني».[79]
- قال عبد الرحمن حمود السميط (ت 1434هـ): «لقد كانت حياة الشيخ وقفًا لخدمة البلاد والعباد ونشر العلم الشرعي بين يد طلبة العلم والناس على اختلاف مشاربهم».[80]
- قال علي الزميع: «لقد نذر الشيخ محمد آل جرَّاح نفسه وحياته للعلم والتدريس والتّوجيه والدعوة إلى الله ولم ينقطع عن العطاء رغم تقدّمه في السن إلى أن اختاره الله».[80]
- قال محمد بن ناصر العجمي: «كان  تعالى عارفًا بدقائق المذهب مُوضِّحًا لما أشكل من عباراته».[42]

## الملاحظات
1. ↑  نسبةً لتمذهُبه على فقه الإمام أحمد بن حنبل.[1]
2. ↑  نسبةً لاتباعه منهج السَّلَف.[2]
3. ↑  قيل توقَّف عنده من سورة المُزَّمِّل حسب رواية سليمان بن ناصر الطيَّار.[6]

### فهرس المراجع
منشورات
1. ↑  المنيس (2005)، ص. 17.
2. ↑  المنيس (2005)، ص. 17.
3. ↑  الجراح (2012أ)، ص. 17.
4. ↑  [أ] بيت الزكاة (2001)، ص. 123.
[ب] الجراح (2011)، ص. 9.
5. 1 2  المنيس (2005)، ص. 25.
6. 1 2  الطيار (2014)، ص. 99.
7. ↑  الجراح (2011)، ص. 10.
8. ↑  الجراح (2012أ)، ص. 19.
9. ↑  الرومي (1999)، ص. 652.
10. ↑  المنيس (2005)، ص. 49.
11. ↑  الرومي (1999)، ص. 653.
12. ↑  المنيس (2005)، ص. 28.
13. ↑  المنيس (2005)، ص. 29.
14. 1 2  المنيس (2005)، ص. 30.
15. ↑  المنيس (2005)، ص. 31.
16. ↑  الجراح (2012أ)، ص. 22.
17. ↑  المنيس (2005)، ص. 93.
18. ↑  المنيس (2005)، ص. 94.
19. ↑  الرومي (1999)، ص. 657.
20. 1 2  الرومي (1999)، ص. 658.
21. 1 2  المنيس (2005)، ص. 55.
22. 1 2 3  المنيس (2005)، ص. 56.
23. ↑  مسلم (1955)، ج. 2، ص. 594.
24. ↑  المنيس (2005)، ص. 57.
25. ↑  الجراح (2011)، ص. 7.
26. ↑  الجراح (2011)، ص. 6.
27. ↑  المنيس (2005)، ص. 44.
28. 1 2 3  الجراح (2011)، ص. 12.
29. ↑  المنيس (2005)، ص. 60–61.
30. 1 2 3  الجراح (2012أ)، ص. 30.
31. ↑  [أ] الجراح (2012أ)، ص. 31.
[ب] الجراح (2012ب)، ص. 8.
32. 1 2 3  المنيس (2005)، ص. 64.
33. ↑  المنيس (2005)، ص. 62.
34. 1 2  الجراح (2012أ)، ص. 28.
35. ↑  المنيس (2005)، ص. 63–64.
36. ↑  الجراح (2012أ)، ص. 25.
37. ↑  الجراح (2012أ)، ص. 26.
38. ↑  المنيس (2005)، ص. 67.
39. 1 2  المنيس (2005)، ص. 85.
40. ↑  [أ] الرومي (1999)، ص. 616.
[ب] المنيس (2005)، ص. 85.
41. ↑  المنيس (2005)، ص. 86.
42. 1 2  البعلي (1997)، ص. 5.
43. ↑  المنيس (2005)، ص. 331–332.
44. ↑  المنيس (2005)، ص. 341–342.
45. ↑  المنيس (2005)، ص. 342–343.
46. ↑  المنيس (2005)، ص. 347.
47. ↑  الجراح (2001)، ص. 7.
48. ↑  الجراح (2001)، ص. 8.
49. ↑  الجراح (2001)، ص. 9–10.
50. ↑  المنيس (2005)، ص. 350.
51. ↑  الجراح (2001)، ص. 9.
52. ↑  [أ] الرومي (1999)، ص. 652–655.
[ب] الجراح (2001)، ص. 10-12، 20–24.
53. ↑  [أ] الرومي (1999)، ص. 657.
[ب] المنيس (2005)، ص. 33–34.
54. ↑  المنيس (2005)، ص. 199.
55. 1 2 3  المنيس (2005)، ص. 373.
56. ↑  المنيس (2005)، ص. 373–374.
57. 1 2  المنيس (2005)، ص. 371.
58. ↑  [أ] البعلي (1997)، ص. 5.
[ب] المنيس (2005)، ص. 17.
59. ↑  بكر أبو زيد (2001)، ص. 499.
60. ↑  المنيس (2005)، ص. 35.
61. ↑  المنيس (2005)، ص. 35–37.
62. ↑  المنيس (2005)، ص. 367–368.
63. 1 2 3 4  المنيس (2005)، ص. 69.
64. ↑  المنيس (2005)، ص. 70.
65. ↑  المنيس (2005)، ص. 71.
66. ↑  المنيس (2005)، ص. 72.
67. ↑  المنيس (2005)، ص. 72–73.
68. ↑  المنيس (2005)، ص. 74–75.
69. ↑  المنيس (2005)، ص. 385.
70. ↑  المنيس (2005)، ص. 386–387.
71. 1 2  المنيس (2005)، ص. 388.
72. ↑  المنيس (2005)، ص. 389.
73. ↑  [أ] بيت الزكاة (2001)، ص. 127.
[ب] المنيس (2005)، ص. 391.
[جـ] الجراح (2011)، ص. 13.
74. ↑  المنيس (2005)، ص. 391–393.
75. ↑  المنيس (2005)، ص. 397–398.
76. ↑  [أ] المنيس (2005)، ص. 401–402.
[ب] الجراح (2011)، ص. 13.
77. ↑  المنيس (2005)، ص. 100.
78. ↑  المنيس (2005)، ص. 146.
79. ↑  المنيس (2005)، ص. 89.
80. 1 2  بيت الزكاة (2001)، ص. 127.

مواقع الشابكة
1. ↑  مطلق الجاسر (5 سبتمبر 2016). "شرح كفاية الناسك لأداء المناسك". الموقع الرسمي لمطلق الجاسر. مؤرشف من الأصل في 2025-04-05. اطلع عليه بتاريخ 2025-04-05.

### بيانات المراجع
مُرتَّبة حسب تاريخ النَّشر
- مسلم بن الحجاج (1955)، صحيح مسلم، تحقيق: محمد فؤاد عبد الباقي، القاهرة: مطبعة عيسى البابي الحلبي وشركائه، OCLC:1103731282، QID:Q116878092
- عبد الرحمن البعلي (1997)، بداية العابد وكفاية الزاهد: في الفقه على مذهب الإمام أحمد بن حنبل، تحقيق: محمد بن ناصر العجمي (ط. 1)، بيروت: دار البشائر الإسلامية، OCLC:37459570، OL:52445411M، QID:Q131917947
- عدنان سالم الرومي (1999)، علماء الكويت وأعلامها: خلال ثلاثة قرون (ط. 1)، الكويت: مكتبة المنار الإسلامية، LCCN:99901258، OCLC:42010511، OL:16298049M، QID:Q130771917
- بيت الزكاة (2001)، محسنون من بلدي: سلسلة تشمل السير العطرة للمحسنين الكويتيين (ط. 2)، الكويت: بيت الزكاة، ج. 1، OCLC:4770120333، QID:Q131913005{{استشهاد}}:  صيانة الاستشهاد: ref duplicates default (link)
- بكر بن عبد الله أبو زيد (2001)، علماء الحنابلة: من الإمام أحمد المتوفي سنة 241 إلى وفيات عام 1420 (ط. 1)، الدمام: دار ابن الجوزي، LCCN:2002360820، OCLC:49298765، OL:18013967M، QID:Q131932005
- محمد بن سليمان الجراح (2001)، كفاية الناسك لأداء المناسك، تحقيق: وليد عبد الله المنيس (ط. 1)، بيروت: دار البشائر الإسلامية، OCLC:56172762، OL:45497021M، QID:Q131826807
- وليد عبد الله المنيس (2005). عالم الكويت وفقيهُها وفرضيُّها مُحمَّد بن سُلَيْمان آل جَرَّاح: سيرتُه ومراسلاتُه وآثارُه العِلميَّة (ط. 2). الكويت: مركز البحوث والدراسات الكويتية. ISBN:99906-56-26-6. OCLC:1240701919. QID:Q126946716.
- محمد بن سليمان الجراح (2011)، خُطبٌ منبريَّة، تحقيق: وليد عبد الله المنيس (ط. 1)، الكويت: لطائف، غراس، LCCN:2011345150، OCLC:780397516، OL:25250424M، QID:Q130630116
- محمد بن سليمان الجراح (2012)، نيل المطالب لشرح دليل الطالب، تحقيق: وليد عبد الله المنيس (ط. 1)، الكويت: لطائف، غراس، LCCN:2012508184، OCLC:900664384، OL:55614821M، QID:Q130630029
- محمد بن سليمان الجراح (2012)، الإفصاح عن أجوبة ابن جراح، تحقيق: وليد عبد الله المنيس (ط. 1)، الكويت: لطائف، غراس، OCLC:946050152، QID:Q131826263
- سليمان بن ناصر الطيار (2014)، سيرة الشَّيخ العلَّامة عبد الرحمٰن بن محمَّد الدُّوسري (ط. 1)، الرياض: دار ابن الأثير، QID:Q130956018

## وصلات خارجيَّة
- محمد بن سليمان الجراح على موقع المكتبة المفتوحة (الإنجليزية)

- فهد بن فرج الدوسري (27 مايو 2014). "عالم الكويت محمد بن سليمان الجراح". جريدة الراي الكويتية. مؤرشف من الأصل في 2025-02-22. اطلع عليه بتاريخ 2025-02-22.
- مازن خرابة (28 مايو 2018). "الشيخ محمد بن سليمان آل جراح". جريدة الوسط الكويتية. مؤرشف من الأصل في 2025-01-29. اطلع عليه بتاريخ 2025-01-29.
- مشاري فيصل (25 سبتمبر 2019). "فقيه الكويت الشيخ محمد بن سليمان الجراح". مجلة الفرقان الكويتية. مؤرشف من الأصل في 2025-02-08. اطلع عليه بتاريخ 2025-02-08.
- "من أعلام الكويت: العالم محمد بن سليمان الجراح الحنبلي". جريدة الأنباء الكويتية. 16 يوليو 2021. مؤرشف من الأصل في 2025-06-08. اطلع عليه بتاريخ 2025-01-29.